# Chiesa di San Pier Damiani
La chiesa di San Pier Damiani è una chiesa di Roma, nella zona Acilia sud, in piazza San Pier Damiani.

## Storia
La chiesa fu edificata nel quartiere Casal Bernocchi su progetto dell'architetto Attilio Spaccarelli ed aperta al pubblico nel marzo 1970. Infiltrazioni d'acqua, l'usura dei materiali utilizzati ed altri problemi di staticità hanno imposto a cavallo del Millennio importanti lavori di ristrutturazione, tra cui l'abbassamento del tetto della chiesa, al termine dei quali essa è stata consacrata, in quanto, fino ad allora, mai dedicata, da monsignor Rino Fisichella l'8 giugno 2002. La chiesa ha visto la visita di tre pontefici: il 27 febbraio 1972 Paolo VI, in occasione del nono centenario della morte di san Pier Damiani; il 13 marzo 1988 papa Giovanni Paolo II; e il 21 maggio 2017 papa Francesco.
La chiesa è sede parrocchiale, eretta il 9 febbraio 1962 con decreto del cardinale vicario Clemente Micara Neminem fugit ed affidata prima al clero diocesano di Roma. È anche sede del titolo cardinalizio di San Pier Damiani ai Monti di San Paolo, istituito da papa Paolo VI nel 1973.